# Ian Hamilton (Literaturkritiker)
Ian Hamilton (* 24. März 1938 in King’s Lynn, Norfolk, England als Robert Ian Hamilton; † 27. Dezember 2001 in London) war ein britischer Literaturkritiker, Biograph, Dichter und Verleger.

## Leben
Seine Eltern zogen 1936 von Schottland nach Norfolk, wo Hamilton zwei Jahre später geboren wurde. Als er dreizehn Jahre alt war, starb sein Vater. 1951 zog die Familie nach Darlington in North East England. Im Alter von siebzehn Jahren veröffentlichte er zwei Ausgaben seines ersten eigenen Magazines, welches er The Scorpion nannte. Nach seiner Schulzeit verbrachte er seinen National Service in Mönchengladbach, um danach das Keble College in Oxford zu besuchen. Dort gründete er das Magazin Tomorrow, das als eines der ersten Bühnenstücke von Harold Pinter veröffentlichte.
1962 gründete er mit Michael Fried, John Fuller und Colin Falck das Magazin The Review, das bis 1972 bestand und in dem er 1964 sein erstes Werk Pretending Not to Sleep veröffentlichte. Von 1965 bis 1973 arbeitete er für The Times Literary Supplement. Sein zweites Werk The visit wurde 1970 bei Faber&Faber verlegt. Zwei Jahre nach dem Ende von The Review begann er mit The New Review ein neues Magazin, welches bis zu seinem Ende 1978 über 50 Ausgaben hervorbrachte. Unter den darin veröffentlichten jungen Autoren befanden sich u. a. auch Martin Amis und Ian McEwan. Danach schrieb er als freier Mitarbeiter für den New Statesman. 
Nach dem Tod seines Freundes Robert Lowell (1977) veröffentlichte er 1982 dessen Biographie. Danach moderierte er von 1984 bis 1987 für die BBC das TV-Buchmagazin Bookmark.
Weitere bekannte Werke veröffentlichte er 1993 und 1994 über den Fußballer Paul Gascoigne.
Ian Hamilton starb 2001 an Krebs.

## Der Konflikt mit J. D. Salinger
Nach der Fertigstellung des Werkes über Lowell begann Hamilton 1983 eine kritische Biographie über Jerome David Salinger unter dem Titel In Search of J. D. Salinger – A writing life. Salinger verweigerte Hamilton jegliche Unterstützung und unternahm gerichtliche Schritte gegen die Veröffentlichung des Buches vor dem Obersten Gerichtshof der Vereinigten Staaten, wo der äußerst öffentlichkeitsscheue Salinger auch persönlich als Zeuge auftrat. Die Veröffentlichung konnte er nicht verhindern, erreichte aber Kürzungen des Buches und ein Zitierverbot aus seinem Werk, welches sich auch auf die bis dato unveröffentlichten Briefauszüge bezieht.

## Schriften
- Pretending Not to Sleep. Poesie. 1964.
- The Visit. Poesie. 1970.
- A Poetry Chronicle. Essays. 1973.
- Returning. Poesie. 1976.
- Robert Lowell: A Biography. Biografie über Robert Lowell. 1982.
- In Search of J. D. Salinger. (auch A writing life.) 1988. (deutsch: Auf der Suche nach J. D. Salinger.) Biografie über Jerome David Salinger. Übersetzung von Hedda Pänke. Limes, Berlin 1989, ISBN 978-3-8090-2275-6.
- Fifty Poems. Poesiesammlung. 1988.
- Writers in Hollywood 1915–1951. 1990.
- Keepers of the Flame. 1992.
- Gazza Agonistes. Über Paul Gascoigne 1993.
- Gazza Italia. Über Paul Gascoigne. 1994.
- Walking Possession. Essays. 1994.
- Steps. Poesie. 1997.
- A Gift Imprisoned: The Poetic Life of Matthew Arnold. Biografie über Matthew Arnold. 1998.
- Sixty Poems. Poesiesammlung. 1998.
- The Trouble with Money. Essays. 1998.
- Against Oblivion: Some Lives of the Twentieth-Century Poets. 2002.